# Bandera de Campoo de Enmedio
La bandera de Campoo de Enmedio es uno de los símbolos del ayuntamiento de Campoo de Enmedio (Cantabria), junto a su escudo. Dicha bandera es de paño rectangular, de proporciones no indicadas, formada por tres franjas horizontales de igual anchura de colores azul, blanco y verde.
La bandera fue adoptada en sesión plenaria celebrada por el ayuntamiento el día 28 de abril de 2017 siendo autorizada por el Consejo de Gobierno de Cantabria el día 20 de julio de 2017, previo informe favorable emitido por la Real Academia de la Historia con fecha 14 de marzo de 2017.